# Беглецы (фильм, 1986)
«Беглецы́» (фр. Les Fugitifs) — кинофильм, комедия положений. Заключительная из трёх классических комедий с комическим дуэтом Ришар — Депардьё («Невезучие», «Папаши», «Беглецы»). Саундтрек написал композитор Владимир Косма. В 1989 году в Америке снят ремейк фильма под названием «Три беглеца».
В 2014 году он вошёл в число наиболее популярных среди французов фильмов на ТВ (13,36 миллионов зрителей), заняв 14-е место.

## Сюжет
Известный грабитель банков Жан Люка́ выходит из тюрьмы. Он не хочет провести всю свою оставшуюся жизнь за решёткой и поэтому решает навсегда завязать со своей преступной деятельностью. Он отправляется в ближайший банк только за тем, чтобы открыть там свой счёт, но в это время в помещение врывается вооружённый грабитель — отчаявшийся безработный Франсуа Пиньон. Пиньон живёт со своей маленькой дочерью, которая после смерти матери полностью перестала говорить, и они отчаянно нуждаются в деньгах. Полиция окружает банк, и тогда Пиньон, не видя другого выхода, берёт Люка в заложники. Но приехавший комиссар Дюрок уверен, что всё обстоит ровно наоборот: Люка — настоящий грабитель, а Пиньон — его заложник. Люка приходится брать ситуацию в свои руки и спасать и себя, и Пиньона, а позже и его дочь. После серии приключений все трое проникаются взаимной симпатией, а маленькая Жанна впервые за долгое время начинает говорить. Пиньон пишет признание, в котором объясняет, что он сам пытался ограбить банк и какова во всём этом роль Люка. Пиньон хочет уехать со своей дочерью за границу, но в это время Жанна оказывается в руках полиции и попадает в приют для сирот. Люка доказывает свою невиновность, а Пиньон тем временем скрывается, ведя жизнь бездомного. Приятели похищают Жанну из приюта. Сначала Люка собирается помочь Пиньону с дочерью миновать пограничный контроль и скрыться от правосудия в Италии. Но потом, не желая расставаться, он отправляется туда вместе с ними.

## В ролях
- Жерар Депардьё — Жан Люка
- Пьер Ришар — Франсуа Пиньон
- Жан Карме — ветеринар Мартен
- Ролан Бланш — Идрис, один из людей Лабиба
- Морис Борье — комиссар полиции Дюрок
- Жан Бенгиги — месье Лабиб
- Филипп Лерьивер — помощник Дюрока
- Мишель Блан — доктор Жильбер
- Анаис Бре — Жанна Пиньон